# اندیس آنومالی قوچاش
آنومالی قوچاش یک اندیس فلزی است که در حوالی شهر قره ضیا استان آذربایجان غربی قرار دارد و مادهٔ معدنی موجود در آن، طلا است.سنگ میزبان این اندیس ماسه سنگ نازک لایه، شیل سبز رنگ، آهک شیلی، توف شیشه‌ای سبز رنگ با ترکیب آندزیتی و آهکهای توده‌ای خاکستری رنگ. است  در این اندیس، پاراژنز‌های گالن، کوولیت، سروزیت، مس خالص، مالاکیت، طلا و نقره یافت می‌شوند.